# Халікеєво
Халіке́єво (рос. Халикеево, башк. Хөлекәй) — село у складі Стерлібашевського району Башкортостану, Росія. Адміністративний центр Халікеєвської сільської ради.
Населення — 350 осіб (2010; 380 в 2002).
Національний склад:
- татари — 82%